# Inschrift des Tiberinius Celerianus

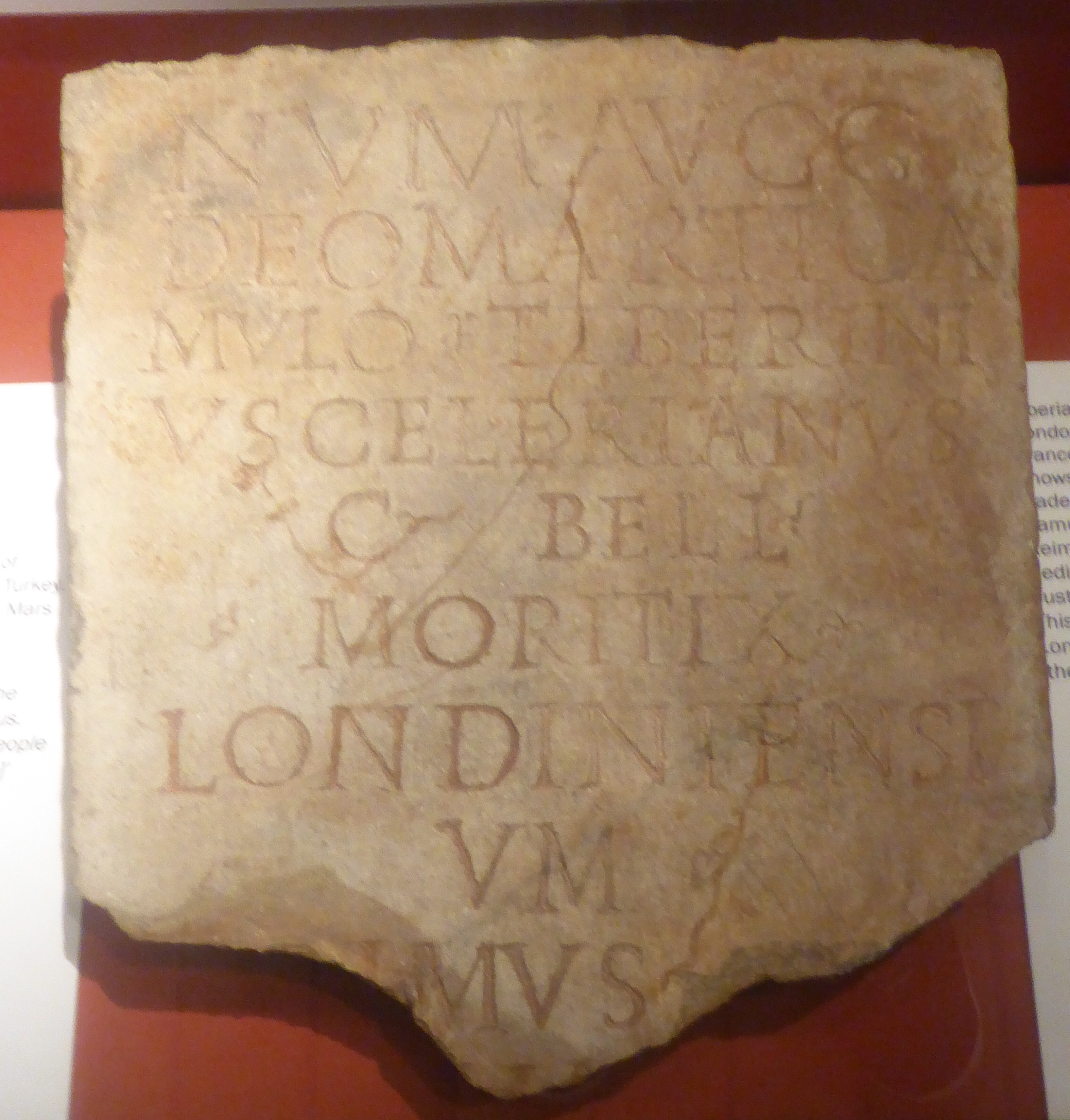
Inschrift des Tiberinius Celerianus

Die Inschrift des Tiberinius Celerianus ist eine Weihinschrift für den Gott Camulos bzw. Mars, die 2002 am Tabard Square im London Borough of Southwark gefunden wurde. Bei dem in lateinischer Sprache verfassten Votivstein handelt es sich um das bisher älteste bekannte inschriftliche Dokument, die die Londoner (wohl als organisierte Gemeinschaft) und damit indirekt die antike Stadt Londinium nennt. Die knappe Selbstbezeichnung des Stifters wird unterschiedlich interpretiert. Möglicherweise handelte es sich einfach um einen gallischstämmigen Händler, der das Zentrum seiner Aktivitäten nach London verlegt hatte; vielleicht fungierte er aber auch als offizieller Vertreter der Londoner Bevölkerung in ihren Beziehungen zu seiner Heimatstadt Caesaromagus. Seine Weihinschrift war wohl ursprünglich in einem Tempelbezirk aufgestellt, bis sie in der Spätantike entfernt und (anscheinend behutsam) vergraben wurde.

## Fundsituation und Beschreibung
Die Inschrift wurde am 3. Oktober 2002 im Rahmen einer Notgrabung südlich der Themse gefunden. Sie lag in einer Grube innerhalb des keltisch-römischen Tempelbezirks am Tabard Square, wo sie wohl absichtlich vergraben worden war. Der Tempelbezirk bestand aus mindestens zwei Tempeln im gallo-römischen Stil. Er war einst mit Statuen geschmückt, die sich jedoch nur noch in kleinen Bruchstücken fanden. Die Inschrift lag am Boden der Grube mit dem Text nach oben. Darüber fand sich eine große Scherbe, die den Eindruck erweckt, als ob die Inschrift geschützt werden sollte. In der Grube fand sich auch Keramik, die in die zweite Hälfte des vierten Jahrhunderts, vielleicht sogar später datiert – zu diesem Zeitpunkt scheint also auch die Inschrift in der Erde gelandet zu sein. Der Ausgräber vermutet, dass sie einst im nördlichen der beiden Tempel angebracht war. Bei dem Tempelbezirk kreuzten sich in der Antike zwei für den Handel bedeutende Römerstraßen. Nach der konservatorischen Arbeit am Museum of London wurde die Inschrift in das Cuming Museum verbracht; heute befindet sie sich wieder im Museum of London.
Die Inschrift befindet sich auf einer ursprünglich rechteckigen Tafel aus weißem (wohl italienischem) Marmor, die unten abgebrochen ist – die Unterkante weist ungefähr die Form eines flachen V auf. Das noch vorhandene Stück war bei der Auffindung seinerseits in drei Teile zerbrochen, die sich aber problemlos zusammenfügen ließen. Der Stein ist 29,4 cm breit. Die Höhe variiert, da die Tafel schräg abgebrochen ist, und beträgt in der Mitte noch 32,5 cm. Die Dicke schwankt und beträgt auf der linken Seite 33 mm, auf der rechten dagegen 25 mm. Die Rückseite ist unbeschrieben und unbeschädigt, der gesamte Stein wurde aber vor der Beschreibung sauber geglättet und ist bis heute kaum verwittert.
Von dem Text der Inschrift sind nur die ersten acht Zeilen komplett erhalten. Von der neunten Zeile lässt sich aufgrund der erhaltenen Buchstaben das Wort „primus“ sicher rekonstruieren, danach folgte vermutlich ein Worttrenner und dann wieder ein Wort, von dessen erstem Buchstaben noch die obere geschwungene Linie erhalten ist, sodass man ein C oder ein S vermuten kann. Von der zehnten Zeile ist nur noch der Mittelteil, nämlich ein V und ein weiterer Buchstabe (A oder M), in Ansätzen erhalten. Der Text lautet damit insgesamt (in Wiedergabe nach dem Leidener Klammersystem):

„Num(inibus) Augg(ustorum) / deo Marti Ca/mulo Tiberini/us Celerianus / c(ivis) Bell(ovacus) / moritix / Londiniensi/um / Primus ṣ[–––] / [–––]vạ[–––]“

Die Buchstaben sind durchschnittlich 3 cm hoch und bis auf kleine Fehler sauber geschrieben. Die Worttrennung ist sorgfältig ausgeführt, allerdings nicht konsequent eingesetzt, diente also vermutlich eher dekorativen Zwecken. Zwei Efeublätter (sogenannte hederae), die das Wortpaar „moritix Londiniensium“ rahmen, verzieren die Inschrift. In Zeile 5 sind noch Reste einer Hilfslinie für die Zeilenführung zu erkennen. Die ursprünglich vorhandene rötliche Ausmalung der Buchstaben ist nicht mehr vorhanden, in den Vertiefungen lassen sich jedoch noch Eisenoxidpigmente nachweisen.

## Inhalt und Analyse
Die Inschrift öffnet mit einer Weihformel an die Numina „der Kaiser“, muss also zu einer Zeit entstanden sein, als mehr als ein Kaiser regierte. Dies bietet einen Ansatzpunkt zur zeitlichen Einordnung: Da das Schriftbild des Textes paläographisch in das späte zweite Jahrhundert datiert werden kann, kommen die Regierungszeiten der Kaiser Mark Aurel und Lucius Verus (161–169) beziehungsweise Mark Aurel und Commodus (177–180) in Betracht. Auf die formelhafte Weihung an die Herrscher folgt die Weihung an den Gott Mars Camulus, also den im Rahmen der Interpretatio Romana mit dem römischen Mars gleichgesetzten keltischen Gott Camulos. Dies ist der einzige Hinweis auf eine in dem hier freigelegten Tempelbezirk verehrte Gottheit, allerdings wurde Mars Camulus zwar auch in Britannien, aber vor allem im Westen Galliens und in Germanien verehrt. Tiberinius Celerianus mag also einem Gott seiner Heimat einen Weihestein errichtet haben. Sein als Pseudogentiliz gebildeter Familienname Tiberinius (der von dem lateinischen Cognomen Tiberinus abgeleitet ist) deutet nämlich auf eine gallische Herkunft hin, und die Abkürzung „C BELL“ in der fünften Zeile lässt sich als „Cives Bellovacus“ („Bürger der Bellovaker“) auflösen. Dieser gallische Stamm hatte seinen Hauptort in Caesaromagus, dem modernen Beauvais. Die beiden Namen weisen den Gallier darüber hinaus als römischen Bürger aus.
Auf die Herkunftsangabe folgt eine Beschreibung des Stifters als „moritix Londiniensium“. Das Wort moritix – oder auch moritex – ist im klassischen Latein nicht bekannt; es handelt sich um einen Begriff keltischen Ursprungs. Das keltische Wort *mori-teg-/tig- bedeutet so viel wie „der zur See geht“, also „Seefahrer“ oder „Seemann“, und wurde anscheinend als Regionalismus in das Latein der nordwestlichen Provinzen des römischen Reiches aufgenommen, obwohl es den prinzipiell bedeutungsgleichen lateinischen Begriff nauta gab. Möglicherweise hatte moritex/moritix allerdings eine spezifische, engere Bedeutung, welche eine Übernahme ins Lateinische nahelegte. Monique Dondin-Payre und Xavier Loriot denken in dieser Hinsicht konkret an einen Vertreter Londons in seiner „jenseits der See“ gelegenen Heimatstadt Caesaromagus, etwa vergleichbar mit dem Amt des Proxenos in antiken Griechenland.
Das Wort Londiniensium ist der Genitiv Plural des (vermutlich substantivierten) Adjektivs Londiniensis, das sich auf die Stadt London bezieht, die in der Antike Londinium hieß. Es lässt sich einerseits als Neutrum („der Londoner [Dinge]“) verstehen, sodass anfangs vermutet worden ist, Tiberius Celerianus sei moritix (im Sinne von „Händler“) mit Waren aus Londinium gewesen. Wahrscheinlicher ist aber, dass an dieser Stelle das Adjektiv als Maskulinum/Femininum gemeint ist („der Londoner [Bürger/Händler/...]“). Der moritix Tiberinius Celerianus scheint demnach im „Dienste“ der Londoner gestanden zu haben oder ein Teil von ihnen gewesen zu sein. Mit dem Begriff dürfte allerdings nicht die gesamte Stadtbevölkerung gemeint sein, sondern eher die enger definierte Bürgergemeinschaft. Vielleicht muss man unter den Londinienses sogar ein Collegium beziehungsweise eine sonstige fest organisierte Gruppe verstehen, die im Handel oder der Wirtschaft tätig war. Aus der Weihung einer Inschrift an die beiden Augusti durch den moritix Tiberius Celerianus ist geschlossen worden, dass diese Körperschaft der Londinienses dann unter staatlicher Aufsicht oder Förderung gestanden haben muss, möglicherweise aufgrund der Bedeutsamkeit ihrer Aktivitäten.
Der Begriff „Primus“, der in der achten Zeile anhand der noch erhaltenen Buchstaben erschlossen werden kann, könnte ein Personenname sein und dann entweder einen zweiten Stifter bezeichnen oder denjenigen, der die Weihung für Celerianus durchführte. Wahrscheinlicher ist aber, dass das Wort einfach mit „der Erste“/„der Bedeutendste“ zu übersetzen ist. In diesem Fall könnte es sich entweder auf Tiberinius Celerianus und seine Tätigkeit als Moritix bzw. „Londoner“ beziehen oder einen zweiten, verloren gegangenen Abschnitt der Inschrift einleiten.

## Übersetzung
Den bisherigen epigraphischen Untersuchungen zufolge lässt sich die Inschrift mit gewisser Wahrscheinlichkeit folgendermaßen übersetzen:
Den Numina [= göttlichen Wirkkräften] der Kaiser

(und) dem Gott Mars Ca-

mulus (weihte dies) Tiberini-

us Celerianus,

Bürger der Bellovaker (und)

moritix

der „Londoner“;

der Erste/Bedeutendste … [oder: Primus …]
Für die letzten erhaltenen Zeilen nach dem Namen sind auch andere Übersetzungen möglich:
- „… Bürger der Bellovaker und moritix; der Erste/Bedeutendste der Londoner …“ – Diese Übersetzung ergibt nur dann einen Sinn, wenn man unter den Londinienses/Londonern eine (Händler-)Gemeinschaft versteht, der auch Nicht-Stadtbürger wie der Bellovaker Tiberinius angehören konnten. Wenn man unter den „Londonern“ dagegen die gesamte Bürgerschaft Londons versteht, scheidet die Variante aus.[15]
- „… Bürger der Bellovaker; der erste/bedeutendste moritix der Londoner …“[18]